# حفص بن عاصم
التابعي حفص بن عاصم بن عمر بن الخطاب، تابعي، وفقيه، وراوٍ للحديث ويُحتج به، ولد بالمدينة وعاش بها مات بها قرابة 90 هـ.

## نسبه وأسرته
- هو حفص بن عاصم بن عمر بن الخطاب بن نفيل بن عبد العزى بن رياح بن عبد الله بن رزاح بن عدي بن كعب بن لؤي بن غالب بن فهر بن مالك بن النضر بن كنانة بن خزيمة بن مدركة بن إلياس بن مضر بن نزار بن معد بن عدنان القرشي المدني.[2]
- أمه :سدرة بنت يزيد من بني محارب بن خصفة.[2][3]
- أخوته : ليلى بنت عاصم، وحفصة، وعبيدالله[2]
- تزوج ميمونة بنت داود بن كليب بن إساف بن عتبة بن عمرو بن خديج بن عامر بن جشم بن الحارث بن الخزرج.[2]
- له من الأبناء عمر، وعيسى ولقبه رِياح[4]، وأم عاصم، وأم جميل[2]

## روايته للحديث
حدث عن أبيه عاصم بن عمر بن الخطاب، وعمه عبد الله بن عمر، وأبي هريرة، وعبد الله بن بحينة، وأبي سعيد بن المعلى، وغيرهم.

روى عنه بنوه : عمر، وعيسى، وابن عمه سالم بن عبد الله، وقرابته : عمر بن محمد بن زيد ، وسعد بن إبراهيم ، وابن شهاب الزهري ، وخبيب بن عبد الرحمن، وغيرهم.